# 豊田大樹
豊田 大樹（とよた だいき、1988年11月13日 - ）は、日本のラグビー選手。

## プロフィール
- 大阪府東大阪市出身[1]。
- ポジションはプロップ(PR)。
- 身長 173cm、体重 102kg
- ニックネームはだいき。
- 父の偉明は近鉄ラグビー部OBで元日本代表。[2]。

## 略歴
2007年、近大附属高校卒業後、日本大学に入る。大学まではフッカー。
2011年、日本大学卒業後、近鉄ライナーズ(現・花園近鉄ライナーズ)に加入。
2012年9月8日に行われたジャパンラグビートップリーグ第2節の福岡サニックスブルース戦に先発出場で公式戦初出場を果たす。
2014年、近鉄ライナーズの主将に就任した。
2022年、花園近鉄ライナーズを退団しアシスタントコーチに就任した。

## MV出演
- Carnavacation「だれも知らない」[7]。